# 李冶
李 冶（り や、1192年 - 1279年）は、金末から元初にかけての数学者。字は仁卿、号は敬斎。真定府欒城県の出身。

## 経歴
1230年に金の進士となり、鈞州知州となるが、1232年にモンゴル軍の侵入で鈞州が攻められると、脱出してそのまま隠退した。後、太原路崞州の桐川などに移り住むが、1251年に真定路元氏県の封龍山に住みかを定め、以後は研究生活を送る。天元術を発展させて、幾何などの他の数学分野に応用した。1248年に『測円海鏡』12巻、1259年に『益古演段』3巻を著した他、元好問ら同じ隠遁文人らとの交流も多く、漢詩の作品も現存している。クビライ・カアンはたびたび彼を召して一度は翰林学士に任じたが、すぐにこれを辞退して遂に仕官には応じなかった。88歳で死去。